# 平野甲賀
平野 甲賀（ひらの こうが、1938年7月5日 - 2021年3月22日）は、日本のブックデザイナー。
妻の平野公子はスタジオイワト・プロデューサー。長男は写真家の平野太呂。

## 来歴
1938年 朝鮮・京城（現・ソウル）生まれ。
1945年 終戦を迎え、静岡に移住。
1957年 武蔵野美術学校（現・武蔵野美術大学）デザイン学科入学。
1960年 武蔵野美術学校在学中に、グラフィックデザイナーの登竜門であった「日宣美」展で、大江健三郎『見るまえに跳べ』にて特賞受賞。
1961年 髙島屋の宣伝部入社。
1963年 高島屋退社、フリーランスとなる。
1964年以降、晶文社のほぼ全ての本の装幀に携わる。また、サイをあしらった同社の書籍のロゴマークも彼の手による。カウンターカルチャーの旗手であった晶文社のスタイルを作り上げる。
1960年代半ばから、晶文社の編集者・津野海太郎とともに演劇活動に参加。六月劇場、劇団黒テントなどのアングラ演劇の劇団にて独自のデザインを実践。多数のポスター、舞台美術を手がける。
1973年より、植草甚一編集の「ワンダーランド」及び「宝島」のアートディレクターを担当する。
1984年には木下順二著の『本郷』（講談社、1983年）の装幀で講談社出版文化賞・ブックデザイン賞を受賞。高橋悠治のバンド水牛楽団にも関わる。
2013年、「平野甲賀の仕事 1964−2013 展」が武蔵野美術大学美術館で開催された。
東日本大震災がきっかけとなり、2014年に妻とともに香川県の小豆島に移り住んだ。2019年、高松市に転居。
2021年3月22日、肺炎のため死去。82歳没。沢木耕太郎『深夜特急』など、生涯に7,000以上の本の装幀を手がけた。特徴的な書き文字は「コウガグロテスク」の名でフォントとなっている。

## 著書
- 『平野甲賀 装丁の本』（リブロポート、1985年）
- 『平野甲賀〔装丁〕術・好きな本のかたち』（晶文社、1986年）
- 『文字の力』（晶文社、1994年）
- 『もじを描く』（編集グループSURE、2006年）
- 『僕の描き文字』（みすず書房、2007年）
- 『ブックデザインの構想 チェコのイラストレーションから、チラシ・描き文字まで』 (黒川創共著、編集グループSURE、2008年)